# Ordonnance en droit suisse
En droit suisse, une ordonnance est un texte législatif rédigé par le pouvoir exécutif (Conseil fédéral ou Conseil d'État pour les cantons), voire plus rarement par le pouvoir législatif, dans un domaine où il a reçu la compétence de le faire par délégation législative (via une loi fédérale ou une disposition constitutionnelle). Il s'agit en règle générale de règles d'application (d'exécution) des lois fédérales.

## Ordonnance en droit pénal
Une ordonnance pénale est une décision de justice pénale selon une procédure plus simple qu'un procès pénal ordinaire.